# 市野瀬瞳
市野瀬 瞳（いちのせ ひとみ、1984年（昭和59年）12月25日 - ）は、ALWAYS所属のフリーアナウンサー。NST新潟総合テレビ、中京テレビ放送の元アナウンサー。新潟県新潟市出身。

## 来歴・人物
1984年12月25日生まれ、新潟県新潟市出身。
新潟清心女子中学校・高等学校卒業後、横浜国立大学経済学部経済システム学科に入学。
大学在学中の2005年5月に千葉テレビ放送の柏まつりの中継リポーターとして、また同年5月5日から2007年3月29日までテレビ神奈川の情報番組『みんなが出るテレビ』に女子大生リポーターとして出演。

### 局アナウンサー時代
横浜国立大学を卒業し、2007年4月に新潟総合テレビにアナウンサーとして入社。
2012年4月、中京テレビ放送に入社。
2013年4月26日公開の『藁の楯 わらのたて』でスクリーンデビュー。
2017年8月、中京テレビの男性社員と結婚したことを報告。
2018年2月10日に第1子妊娠を発表し、4月10日に女児を出産。
2020年3月、『オードリーさん、ぜひ会ってほしい人がいるんです。』にて同月末をもって中京テレビを退社することを発表し、3月31日に退社。

### フリーアナウンサー時代
2020年4月1日からゼストに所属しフリーアナウンサーとして活動を開始。
2020年4月3日、自身のニックネームを東海テレビのキャラクター「イッチー」との混同を避けるため、自ら平仮名表記の「いっちー」に変更。
2021年10月、J.S.A認定 ワインエキスパートの資格を取得。
2021年11月、日本酒サービス研究会・酒匠研究会連合会認定の「きき酒師」の資格を取得。
2022年1月、日本ソムリエ協会の会員となる。
2022年5月31日、ゼストとの契約が終了。その翌月から、Mama&Son（プロダクション尾木の子会社）と業務提携。
2024年1月 養老乃瀧 公式アンバサダーに就任。
2024年10月2日、Mama&Sonの業務提携の終了と同時に、生島企画室（2025年2月21日に社名を「FIRST AGENT」に変更）へ移籍。
2025年5月10日、ALWAYSへ移籍。

## 人物
様々な資格を持っている。特にお酒関係の資格が多い。
- J.S.A.認定 ワインエキスパート(日本ソムリエ協会会員)
- J.S.A.認定 SAKE DIPLOMA
- 唎酒師
- WSET(Level3)
- ドイツワインケナー
- 日本野菜ソムリエ協会認定 野菜ソムリエ
- SDGsエヴァンジェリスト
- 「NAPA VALLEY WINE EXPERT」
- J.S.A.ワイン検定認定講師
- 日本ワインアドバイザー
- ヨガインストラクター
- 防災士
- テキーラマエストロ
- 日本ビール検定２級

## 現在の担当番組
- Saturday Flavor（東海ラジオ、2022年4月2日 - ） - DJ
- 日本直販通販キャスター
  - 同社一社提供番組
    - 日本直販ラジオショッピング（文化放送）[14]
    - 日本直販 presents WHITE SCORPIONのトリセツ（Tokyo FM、2024年4月6日 - ）
    - 昭和探求バラエティ 日本直販プレゼンツ ラフ×ラフ族（ラジオ大阪、2024年4月3日 - ）

## 過去の担当番組

### 大学在籍時
- みんなが出るテレビ（2005年5月5日 - 2007年3月29日、テレビ神奈川） - リポーター
- 2005かしわ祭り（2005年5月、千葉テレビ放送） - 中継リポーター

### 新潟総合テレビ在籍時
- スマイルスタジアムNST（2007年10月 - 2012年3月31日）
- 新潟市政ニュース - 原稿読みのみ
- イベントナビ（2007年6月 - 2012年3月）
- シネマスタジアム - ナビゲーター（交代制）
- 草彅・おすぎとピーコの女子アナ2008ベテランvsヤング仁義なき戦いSP（2008年1月14日、フジテレビ）[15]
- めざましテレビ 新潟中継（2008年4月11日・2011年11月8日）
- 北信越行楽マップ
  - 2008（2008年7月21日）
  - 2009（2009年7月19日）
  - 2011（2011年7月17日）
- めざましテレビ公認 わがまま!気まま!旅気分（NST制作担当分）
  - 越後・中越ぶらり旅　うまさぎっしり新潟　中越編（2008年10月18日、NST / 10月25日、BSフジ / 11月8日、tvk）[注釈 1]
  - ふれあい ぬくもり 新潟紀行（2009年10月10日、BSフジ・NST）
  - 魅力満載!越後は、見所、お宝いっぱい（2010年7月24日、BSフジ / 7月31日、NST）
  - ふれあい ぬくもり 新潟紀行（2010年10月16日、BSフジ / 7月30日、NST）
  - 元祖スキー天国★新潟（2011年1月22日、BSフジ / 29日、NST）
  - ふれあい ぬくもり 新潟紀行（2011年10月15日、BSフジ / 10月22日、NST）
- スマイル・これダネッ!（2008年 - 2011年NST・NBS[注釈 2]）
- ウオーキングプラス絶景日本の温泉グルメ歩き〜FNSイケメン&美人アナ大集合SP〜（2008年12月30日、フジテレビ）
- FNSの日26時間テレビ2009超笑顔パレード（2009年7月25日 - 26日、フジテレビ）
- CO2が商品になる カーボン・オフセットって何?（2009年12月12日）
- 風のレストランスペシャル（2009年,2010年）
- NBS月曜スペシャル のんびりゆったり 佐渡散歩（2010年7月5日、長野放送） - NSTでは未放映
- 日本全国地デジ化大作戦〜アナログ放送終了あと1年〜 キャンペーン[16]
  - 夕方ワイド新潟一番（2010年7月23日、TeNYテレビ新潟）
  - 新潟ニュース610（2010年7月23日、NHK新潟）
  - Nスタ新潟（2010年7月23日、BSN新潟放送）
  - まるどりっ!（2010年7月24日、UX新潟テレビ21）
  - スマイルスタジアムNST（2010年7月24日） - 同番組のレギュラーであるが、冒頭では地上デジタル放送推進大使代理の1人としても出演
- 風のレストラン（2009年8月29日 - 2011年6月25日） - ナレーション
- 新潟まつり2011（2011年8月13日）
- 越後加茂川夏祭り（2011年8月20日）
- みうらじゅんの信越ゆるキャラ運動会（2011年11月7日 - 12月5日、NBS・NST）
- ゲレンデに恋して2012 〜ニイガタSNOW SMILE〜（2012年1月21日）

### 中京テレビ在籍時
- オードリーさん、ぜひ会って欲しい人がいるんです!（2012年4月8日 - 2018年2月10日） - 仮アシスタント
- チュ〜ポン!TV（2013年4月8日 - 2015年3月30日）
- 知っ得!なごや（2012年4月28日 - 2014年3月8日）
- PS（2012年5月6日 - 2013年3月31日） - アシスタント
- ハッピーMusic（2012年8月17日、日本テレビ[注釈 3]）
- 第32回全国高等学校クイズ選手権・中部大会（2012年8月25日）
- 嘉門達夫の番宣deごめん（2012年10月5日・11月2日） - アシスタント
- 日本で一番早いお笑いバトル! フットンダ王決定戦（2013年1月1日・2014年1月1日）
- おいしいテレビはチュウキョ〜なのだ!（2013年3月30日・4月13日）
- スター激走2000km 中部ゆめ弁当（2013年6月16日）
- 中京テレビ45周年番組祭り 我らNO.1宣言!（2014年3月29日）
- あぷり娘!（2014年6月13日）
- NAGOYA-DAGAYA
  - #3（2015年9月26日）
  - #4（2016年2月27日）
  - #5（2016年11月19日）
- 市野瀬さん、明日のオドぜひのこと教えて欲しいんです!（2015年10月9日 - 2016年3月25日）
- ストライク!
- キャッチ! - ナレーション
- テレビドラマ「名駅1丁目1番1号 〜人と、幸せを、つなぐ場所。〜」（2017年5月13日） - クリスマスイベントの司会 役

### フリー以後
- 翔べ!工業高校マーチングバンド部〜泣き虫先生が僕らに教えてくれたこと〜（2020年4月4日、中京テレビ） - 市野瀬瞳アナウンサー 役
- サウンドスタジアム #おうちでラジオ オールタイムリクエスト（2020年6月7日、東海ラジオ）
- 岐阜長良川鵜飼生中継（2020年8月18日、岐阜放送・BS11）
- 山浦ひさし!イチヂカラ!（2020年4月3日 - 9月25日、東海ラジオ） - 金曜アシスタント
- スマイルスタジアムNST 1000回前夜祭スペシャル（2021年1月15日、NST新潟総合テレビ）
- DRAMA QUEEN（2020年4月3日 - 2022年3月25日、ZIP-FM）-アンジェリカとのツインナビゲート
- チャント!（2020年4月2日 - 2021年3月、CBCテレビ） - 「暮らしのハッピーレンジャー」担当
- きくち教児の楽気!DAY（2020年10月3日 - 2022年3月26日、東海ラジオ） - アシスタント
- クリス松村のザ・ヒットスタジオ （2021年4月26日 - 9月28日、MBSラジオ）
- Find the DIVA 歌姫を探せ!!NEXT GENERATION!!（2021年11月4日 - 2022年3月31日、BS12 トゥエルビ）
- NHK名古屋「アノコロTV 知らないとは言わせない！」（2022年7月29日、2023年3月24日）
- JOYFUL（ZIP-FM、2022年4月1日 - 2023年3月24日）- SEAMOとのツインナビゲート
- 和田秀樹・尾崎明日香 ラジオの壁（西日本放送ラジオ、2024年4月2日 - ?）

## イベント、その他での出演
- 新潟市交流広場 トキめきカーニバル 「新潟地酒談義」（2009年10月2日）
- FM PORT MORNING GATE内「ecoひいき」のコーナー[注釈 4]
  - 2010年4月19日、5月24日、6月28日
- FM PORT PORTA（2011年12月25日）[注釈 4]
- 映画『藁の楯』（2013年4月26日公開）[注釈 5]
- CM
  - 『みどり法務事務所』(現在出演中)
  - 『日本直販テレビショッピング』(現在出演中)
- 中京テレビ「前略、大とくさん」LION hadakara ボディーソープ
- 映画『鬼ベラシ』（2025年6月13日）[17]